# Fülöpszállás
Fülöpszállás je selo u središnjoj Mađarskoj.
Zauzima površinu od 104,94 km četvornih.

## Zemljopisni položaj
Nalazi se u regiji Južni Alföld, na 46°49' sjeverne zemljopisne širine i 19°14' istočne zemljopisne dužine.

## Upravna organizacija
Upravno pripada kireškoj mikroregiji u Bačko-kiškunskoj županiji. Poštanski broj je 6412.

## Promet
Ovo selo je početna postaja željezničke prometnice Fülöpszállás – Kečkemet, a iz njega vodi odvojak prema Budimpešti.

## Stanovništvo
U Fülöpszállásu živi 1.657 stanovnika (2005.). 

## Poznate osobe
- László Benedek (1805. – 1880.)

## Vanjske poveznice
- (mađ.) Fülöpszállás a Vendégvárón  Arhivirana inačica izvorne stranice od 10. prosinca 2004. (Wayback Machine)